# Euxootera
Euxootera is een geslacht van vlinders van de familie Uilen (Noctuidae), uit de onderfamilie Noctuinae.

## Soorten
- E. abyssinica Berio, 1975
- E. ageta Fletcher D. S., 1963
- E. atrisparsa (Hampson, 1903)
- E. bilacteata (Berio, 1962)
- E. callima Fletcher D. S., 1961
- E. callimorpha Berio, 1972
- E. cocncolor Berio, 1972
- E. concolor Berio, 1972
- E. contraria Berio, 1977
- E. cyclophora Fletcher D. S., 1961
- E. cyclops Fletcher D. S., 1961
- E. dinshoensis Laporte, 1977
- E. elegans Berio, 1972
- E. fletcheri Berio, 1977
- E. heinrichi Laporte, 1979
- E. leucoplaga (Hampson, 1907)
- E. marmorata Laporte, 1977

- E. mauricei Laporte, 1975
- E. melanomesa (Hampson, 1913)
- E. mendeboense Laporte, 1984
- E. modesta Berio, 1972
- E. modestissima Berio, 1972
- E. ochropleurodes Berio, 1972
- E. panconita Fletcher D. S., 1963
- E. posteriobrunnea Laporte, 1970
- E. scipioni Laporte, 1977
- E. trimaculata Laporte, 1984